# WCW The Big Bang
WCW The Big Bang var et wrestling Pay Per View, produceret af World Championship Wrestling som skulle have erstattet Spring Stampede, deres sædvanlige forårs-specialitet i 2001. The Big Bang blev dog aldrig afholdt, da datoen for showet var d. 6. maj 2001 og der var WCW over en måned forinden blevet opkøbt af konkurrenten, WWF. Showet ville meget sandsynligt have været bygget på Diamond Dallas Page, men "hypen" til showet annoncerede at "The Big Bang" ville skabe et nyt WCW.